# Deep Down
Deep Down conocido en América Latina como En el Fondo y España como En las Profundidades es el episodio estreno de la cuarta temporada de la serie de televisión estadounidense Ángel. El guion del episodio fue escrito por Steven S. DeKnight y la dirección estuvo a cargo de Terrence O'Hara. Se estrenó en los Estados Unidos el 6 de octubre de 2002.
En este episodio Gunn y Fred tratan de continuar con el negocio de Investigaciones Ángel, mientras investigan las desapariciones de Àngel y Cordelia con Connor pisándoles los talones a escondidas. Por su parte Wesley busca el rastro de vampiro bajo sus propios métodos.  

## Argumento
Han pasado tres meses después de las misteriosas desapariciones de Ángel y Cordelia. Fred, Gunn y Connor en todo ese tiempo han comenzado una búsqueda por los desaparecidos mientras se encargan de resolver algunos casos para mantener el negocio de Investigaciones Angel a flote. En el transcurso de los meses Connor ha guardado silencio sobre la desaparición de su padre al mismo tiempo que se esfuerza por evitar que Fred y Gunn se acerquen al paradero del vampiro, saboteando las investigaciones que realizan. Connor además mata a una vampiresa que al parecer fue testigo del ataque que sufrió Angel.   
Mientras tanto, Lilah y Wesley han continuado en los tres meses con su relación sexual, la cual comienza a traerle problemas a la abogada ya que Linwood sospecha que Lilah podría estar a un paso de volcarse al lado de Ángel. Lilah decide responder ante esa acusación, apoderándose del mando de la rama de proyectos especiales de Los Ángeles luego de ofrecerle buenas ideas al socio mayoritario y, como resultado, Lilah mata a Linwood.   
Por otra parte Wesley se las arregla para torturar a Justine y obligarla a acompañarlo en la búsqueda de Ángel por todo el océano con ayuda de un barco y un radar que detecta metales. Una vez que lo encuentran, Wesley alimenta al vampiro que juró matarlo con sangre de animal y con su propia sangre con tal de salvarlo, ya que la abstinencia del alimento en los vampiros puede tener consecuencias graves en el cerebro de los mismos. 
Fred y Gunn confrontan a Connor luego de enterarse de que él fue el responsable de la desaparición de Ángel por parte de una llamada de Wesley. Al principio el adolescente consigue escaparse de ellos, pero es detenido por su padre que se recupera de su hambre y alusiones para comentarle las verdaderas circunstancias en las que murió Holtz y comentarle que a pesar de todo lo ama. Acto seguido lo expulsa de Investigaciones Àngel luego de encontrarlo inocente de la desaparición de Cordelia. Fred y Gunn se muestran preocupados por la condición de Ángel pero este se muestra más preocupado por el bienestar y paradero de Cordelia, sin imaginarse que la misma se encuentra viviendo aburrida en otra dimensión como un ser superior.    

## Elenco

### Principal
- David Boreanaz como Ángel.
- Charisma Carpenter como Cordelia Chase.
- J. August Richards como Charles Gunn.
- Amy Acker como Winifred Burkle.
- Vincent Kartheiser como Connor (Integrado oficialmente).
- Alexis Denisof como Wesley Wyndam-Pryce.

## Producción

### Actuación
Este episodio acredita al actor Vincent Kartheiser como un actor principal por primera vez en la serie. 

### Controversia
- Groosalugg decidió marcharse de Los Ángeles la misma noche que Cordelia y Angel desaparecieron, y al parecer solo se despidió de su amada. Si se supone que Fred y Gunn pasaron los últimos tres meses buscando a los dos últimos ¿No les debió parecer raro la desaparición del Groosalugg también?

### Continuidad
- Angel es rescatado por Wesley, luego de ser arrojado al océano por su propio hijo y Justine.
- Cordelia es vista viviendo en plano superior luego de mudarse al mismo voluntariamente.
- Ángel le dice a Connor que su destierro no fue nada comparado con el que sufrió en la dimensión demoniaca de Acanthla, cuando Buffy lo envió allí (Renacer).
- Que el episodio abra con una escena de la pandilla reunida en una cena como familia en un momento de oscuridad en la realidad, es comparable con lo sucedido en el episodio The Body de Buffy, La cazavampiros.
- Este episodio marca las últimas apariciones de Linwood y Justine.